# Јозеф Хајдн
Франц Јозеф Хајдн (Рорау, 31. март 1732 — Беч, 31. мај 1809) био је аустријски композитор и диригент.
Хајдн је најзначајнији представник класицизма. Његов најплоднији стваралачки период био је за време службе на двору мађарског грофа Естерхазија, код кога је радио као дворски композитор и диригент дворског оркестра.
Шире музичко образовање стекао је као члан хора дечака Бечке катедрале. У композицији заправо самоук, Хајдн се и касније, као композитор и диригент дворске музике кнезова Естерхази, развијао самостално, „одсечен од света“, како сам каже, „и присиљен да постане оригиналан“. Провео је три деценије, од 1761. до 1790, на кнежевским дворовима у Ајзенштату и Естерхазију, док је након 1790. већином боравио у Бечу.
„Добри тата Хајдн“, чувар класичне традиције, први у великој тројки бечких класика, Моцартов пријатељ и учитељ многих музичара свога доба стекао је за живота велику популарност и поштовање који су након смрти избледели, да би га 20. века поново открило као врело непресушне музичке доброте.
Хајдн је дао неизмерно богат и разноврстан опус, што сведочи о лакоћи стварања и о потреби тадашњег музичког тржишта које је стално тражило нова дела. Његове 104 симфоније, 24 клавирска концерта, 5 концерата за виолончело, мноштво коморних композиција за различите инструменте и ансамбле, тридесетак опера, ораторијума, мисе, кантате — све то чини један од најбогатијих опуса у историји компоновања уопште.
Како је Хајдн старио, у своја дела укључивао је све више сељачких народних мелодија које је слушао у младости. Савршени пример је последњи став његове последње симфоније, бр. 104 — Лондонске симфоније.
Тежиште његова стварања је на инструменталној музици, а посебно је развио клавирску сонату, гудачки квартет и симфонију. У опери даје већу важност карактеризацији ликова. Најстарији је од тројице мајстора бечке класике.

## Биографија

### Младост
Јозеф Хајдн је рођен у месту Рорау, Аустрија, селу које је у то време стајало на граници са Мађарском. Његов отац је био Матијас Хајдн, колар који је исто тако служио као „Marktrichter”, што је функција слична сеоском поглавару. Хајднова мајка Марија, девојачког презимена Колер, је раније радила као куварица у палати грофа Харача, председавајућег аристократе насеља Рорау. Његови родитељи нису могли да читају музику; међутим, Матијас је био ентузијастични народни музичар, који је током калфског периода своје каријере научио да свира харфу. Према Хајдновим каснијим сећањима, његова породица из детињства била је изузетно музикална, и често су певали заједно и са својим комшијама.
Хајднови родитељи су уочили да је њихов син био музички надарен и знали су да у Рорау он не би имао могућности да добије озбиљну музичку обуку. Из тог разлога, око времена када је Хајдн имао око шест година, прихватили су предлог свог рођака Јохана Матијас Франка, настојника школе и хора у Хајнбургу, да се Хајдн постане Франков шегрт у његовој кући да би се обучио као музичар. Хајдн је стога отишао са Франком у Хајнбург који је удаљен 12 km од његовог родног места. Он више никад није живео са својим родитељима.
Живот у Франковом домаћинству није био лак за Хајдна, који се касније присећао да је често био гладан и понижаван због прљавог стања његове одеће. Он је почео свој музички тренинг овде, и ускоро је могао да свира чембало и виолину. Људи у Хајнбургу су могли да га чују како пева сопранске делове у црквеном хору.
Хајдново певање је вероватно импресионирало слушаоце, те је 1739, године на њега била скренута пажња Георга фон Ројтера, директора музике у катедрали Светог Стефана у Бечу, који је био у посети Хајнбургу и коме је био потребан нови хорски дечак. Хајдн је био успешан на Ројтеровој аудицији, и након неколико месеци даљег вежбања је пресељен за Беч (1740), где је радио следећих девет година као хорски певач.
Хајдн је живео у капелском дому поред катедрале, заједно са Ројтером, његовом породицом, и четири друга дечака певача, међу којима је након 1745 био његов млађи брат Михаел. Хорски дечаци су подучавани у латинском језику и другим школским предметима, поред музичке наставе за глас, виолину, и клавир. Реутер је био од мале помоћи Хајдну у областима музичке теорије и композиције, дајући му само две лекције током целокупног боравка као хориста. Међутим, пошто је катедрала Светог Стефана била један од водећих музичких центара у Европи, Хајдн је пуно научио једноставно служећи као професионални музичар.
Попут Франка пре њега, Ројтер се није увек старао од томе да Хајдн има довољно да једе. Као што је он касније рекао свом биографу Алберту Кристофу Диесу, Хајдн је био мотивисан да добро пева, у нади да ће довити више позива да наступа пред аристократском публиком — где су певачима обично служили храну.

### Самостални музичар
До 1749, Хајдн је физички сазрео до те мере да више није могао да пева високе хорске делове. Царица Марија Терезија се пожалила Ројтеру на његово певање, назвавши га „кукурикањем”. Једног дана, Хајдн је био обесан, те је одсекао кику колеге у хору. Ово је било довољно за Ројтера: Хајдн је прво био искључен из хора, а затим потпуно одбачен и послат на улицу. Имао је срећу да га је прихватио пријатељ Јохан Михаел Спанглер, који је неколико месеци делио своју породичну таванску собу са Хајдном. Хајдн је одмах почео да тражи каријеру као слободни музичар.
Хајдн је имао потешкоћа на почетку, радећи мноштво различитих послова: као музички учитељ, као улични серенадер, и коначно, 1752. године, као собар-пратитељ италијанског композитора Николе Порпоре, од кога је како је касније рекао научио „праве основе композиције”. Он је исто тако краткотрајно радио за грофа Фридриха Вилхелма фон Хаугвица, свирајући оргуље у капели Бохемијског већа у Јуденплацу.
Док је био хориста, Хајдн није добио никакву систематску обуку о музичкој теорији и композицији. Како би компензовао тај недостатак, радио је вежбе контрапункта у тексту Gradus ad Parnassum од Јохана Јосефа Фукса и пажљиво проучио рад Карла Филипа Емануела Баха, који је касније означио као важан утицај.
Како су се његове вештине повећавале, Хајдн је почео да стиче јавни углед, прво као композитор опере, „Der krumme Teufel”, „Хроми ђаво”, која је написана за комичног глумца Јохана Јозефа Феликса Курза, чији је сценски назив био „Бернардон”. Овај рад је имао успешну премијеру 1753. године, али га је цензура убрзо затворила због „увредљивих примедби”. Хајдн је такође приметио, очигледно без узнемирења, да су радови које је он једноставно поклонио, били објављивани и продавани у локалним музичким продавницама. Између 1754. и 1756. Хајдн је исто тако радио као хонорарни музичар на Бечком двору. Он је био један од музичара који су изнајмљивани као додатни музичари за балове даване за царску децу током карневалске сезоне, и као додатни певачи у царској капели (Hofkapelle) у коризми и Светој недељи.
Са повећањем његове репутације, Хајдн је временом добио аристократскo покровитељство, што је било пресудно за каријеру композитора у то време. Грофица Тун, видевши једну од Хајднових композиција, ангажовала га је као свог наставника певања и клавира. Године 1756, барон Карл Јозеф Фирнберг је запослио Хајдна на свом сеоском имању, Винзиерл, где је композитор написао свој први низ квартета. Фирнберг је касније препоручио Хајдна грофу Морзину, који је 1757. године, постао његов први послодавац с пуним радним временом.

## Дела
- Чудак
- Ненадани сусрет
- Месечев свет
- Симфонија растанка
- Оксфордска симфонија
- 6 париских симфонија
- 12 лондонских симфонија
- 84 гудачка квартета (највреднији по 6 тзв. Сунчаних, Руских, Пруских, те Аппонији и Ердодој)
- пасија „Седам последњих речи Спаситељевих“)
- ораторијуми Стварање света и Годишња доба
- Апотекар (опера)